# Forstander
Forstander er en stillingsbetegnelse for den øverste, daglige leder af f.eks. en institution.
- Se Wiktionarys definition på ordet forstander

| Job | Spire Denne artikel om et job eller en stillingsbetegnelse er en spire som bør udbygges. Du er velkommen til at hjælpe Wikipedia ved at udvide den. |